# Brig-Glis

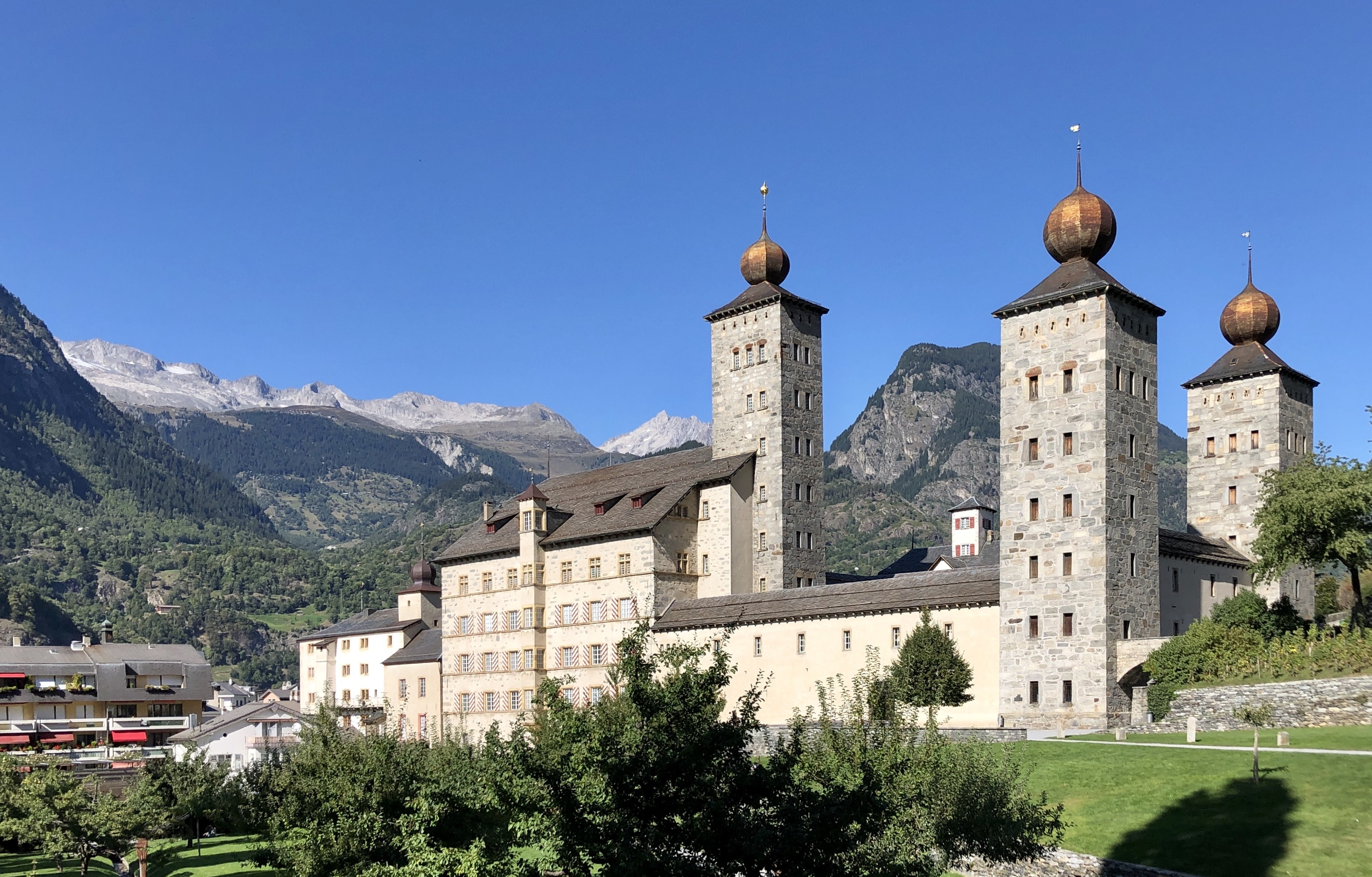
Stockalperschloss i Brig.

Brig-Glis (franska: Brigue-Glis, italienska: Briga-Glis) är en kommun i distriktet Brig i kantonen Valais i Schweiz. Kommunen har 13 976 invånare (2023). Huvudort är staden Brig. I kommunen finns även orterna Gamsen, Brigerbad samt Glis, numera sammanvuxen med Brig.
En majoritet (91,2 %) av invånarna är tyskspråkiga (2014). 84,3 % är katoliker, 4,3 % är reformert kristna och 11,4 % tillhör en annan trosinriktning eller saknar en religiös tillhörighet (2014).